# Steven Meisel
Steven Meisel (* 1954 in New York City) ist ein US-amerikanischer Fotograf und Illustrator, er gilt als einer der führenden lebenden Modefotografen und ist derzeit Hauptfotograf für die italienische Ausgabe der Vogue, für die er seit 1988 sämtliche Cover fotografiert. Seine gelegentlich provokanten Fotoserien, wie beispielsweise SEX oder Make love – not war, sorgten immer wieder für Diskussionen.

## Leben
Steven Meisel besuchte die Parsons School of Design, blieb später dort nebenberuflich als Dozent tätig, begann aber zunächst beim Label Halston und arbeitete dann für die Modezeitung Women’s Wear Daily. Während dieser Zeit war er vornehmlich als Illustrator beschäftigt, erst gegen 1980 verlagerte er seine Tätigkeit zunehmend auf die Fotografie.

## Werk
Während seiner Karriere promotete er viele spätere Top-Models, darunter Linda Evangelista, Karen Elson, Lara Stone, Raquel Zimmermann, Christy Turlington, Naomi Campbell, Kristen McMenamy und Lily Cole. Er fotografierte unter anderem auch Lisa Marie Presley und Madonna (SEX) und machte Fotos für Plattencover.
Seine Kampagnen sorgten vielfach für Diskussionen und wurden in einigen Ländern wegen angeblicher Pornografie verboten.